# ジュールの法則
ジュールの法則（ジュールのほうそく、英: Joule's laws）は、電流によって生み出される熱についての法則。または理想気体の圧力、体積、温度についてのエネルギー依存の法則である。

## 第一法則
ジュールの第一法則は導体を流れる電流と、電流によって生み出される熱の関係を示した物理法則である。ジュール効果ともよばれる。1840年代に電流と発熱の関係を研究したジェームズ・プレスコット・ジュールから名づけられた。公式は
{\displaystyle Q=I^{2}\cdot R\cdot t}
である。ここで{\displaystyle Q}は生み出される熱量、{\displaystyle I}は抵抗を流れる一定の電流、{\displaystyle R}は電気抵抗、{\displaystyle t}は電流が流れる時間である。電流がアンペア、抵抗がオーム、時間が秒で表されるとき、{\displaystyle Q}の単位はジュールである。ジュールの第一法則は後の1842年にハインリヒ・レンツによって独立に発見されたため、ジュール＝レンツの法則ともよばれる。電流を流す導体の発熱効果はジュール熱とよばれる。

### オームの法則との関係
抵抗回路においてエネルギー保存の法則と電位を考慮すると、ジュールの第一法則とオームの法則は同等であり互いに他を導くことができる。このことはジェームズ・クラーク・マクスウェルによって1881年に、マスカールによって1883年に、オリヴァー・ヘヴィサイドによって1894年に説明された。ただしジュールの法則とオームの法則は独立に実験によって発見され、発見時にはエネルギー保存則と電位の研究は十分発達していなかった。
ジュールの第一法則では電気抵抗のある導体による熱の散逸の率は、電流の二乗と電気抵抗に比例する。ただし、抵抗中での電力の散逸は電流と抵抗の項で表すことができ
{\displaystyle P=I^{2}\cdot R\ }
となる。
ジュールは実験により、この結果を1841年に見出した。その際、熱量の測定には熱量計を用い、電流の測定には検流計を用いて様々な抵抗回路を測定した。
この法則はオームの法則に従う回路（電流が電圧に比例する）であれば適用することができる。オームの法則によれば、抵抗{\displaystyle R}の回路を流れる電圧{\displaystyle V}は
{\displaystyle I={\dfrac {V}{R}}\ }
である。この式によりジュールの法則中の電流{\displaystyle I}を置き換えることにより、電力散逸は
{\displaystyle P=V\cdot I={\dfrac {V^{2}}{R}}}
という式に書き直すことができる。
{\displaystyle P=V\cdot I}という関係はジュールの法則やオームの法則より一般的に適用することができる。これはこの関係式が電圧{\displaystyle V}電流{\displaystyle I}の回路の瞬間的な電力を表しているからであり、回路が一定の電気抵抗を持つ回路であるかどうかによらない。ジュールの法則かオームの法則を組み合わせることにより、他方を導くことができる。
抵抗による散逸電力は単位時間あたりに使われるエネルギー（電気的な仕事）であるため、時間{\displaystyle t}で散逸する全エネルギーは
{\displaystyle Q=I^{2}\cdot R\cdot t=V\cdot I\cdot t={\dfrac {V^{2}}{R}}\cdot t}
である。

## 第二法則
ジュールの第二法則は熱力学の法則であり、断熱自由膨張において理想気体の温度が変化しないことを主張する法則である。
この法則は理想気体に対してのみ成り立つ近似法則である。
自由膨張において、気体は外部に仕事をせず、また断熱過程であるため外部からの熱の流入がない。
気体と外部とのエネルギーのやり取りがないため、断熱自由膨張においては気体の内部エネルギーが保存する。
ジュールの法則は、内部エネルギーが定まっているとき、体積の変化に対して温度が変化しないことを主張しており、
{\displaystyle \mu _{\text{J}}=\left({\frac {\partial T}{\partial V}}\right)_{U}=0}
と表わすことができる。この偏微係数 μJ はジュール係数（Joule coefficient）と呼ばれる。
偏微分に関する恒等式
{\displaystyle \left({\frac {\partial U}{\partial V}}\right)_{T}=-\left({\frac {\partial U}{\partial T}}\right)_{V}\left({\frac {\partial T}{\partial V}}\right)_{U}}
を用いれば、理想気体においては
{\displaystyle \left({\frac {\partial U}{\partial V}}\right)_{T}=0}
が成り立ち、内部エネルギーは体積には依存せず、温度にのみ依存する。即ち適当な関数を用いて
{\displaystyle U=f(T)}
と表わすことができる。

### ジュール係数
一般の流体に対してジュール係数は
{\displaystyle \mu _{\text{J}}={\frac {1}{C_{V}}}\left(p-T{\frac {\alpha }{\kappa _{T}}}\right)}
と表わされる。
ここで CV は等積熱容量、α は熱膨張係数、κT は等温圧縮率である。
断熱自由膨張における温度変化は
{\displaystyle \Delta T=\mu _{\text{J}}\Delta V}
で近似される。
実在気体のモデルとしてファン・デル・ワールス気体を考えれば
{\displaystyle \mu _{\text{J}}=-{\frac {1}{cR}}{\frac {a}{V^{2}}}<0}
である。気体の膨張 ΔV > 0 に伴って ΔT < 0 なので、温度は低下する。